# قرية القاضي (العدين)

تعديل مصدري - تعديل

قرية القاضي محلة تابعة لقرية سنعات شلف، التابعة لعزلة شلف بمديرية العدين إحدى مديريات محافظة إب في الجمهورية اليمنية، بلغ تعداد سكانها 64 حسب تعداد اليمن لعام 2004.